# 卜颜帖木儿
卜颜帖木儿（？—1356年），又作卜颜铁木儿、普颜帖木儿，元朝唐兀人。吾密氏，字珍卿。
卜颜帖木儿初备宿卫，历事元武宗、元仁宗、元英宗。元文宗天历初年（1328年）自太常署丞拜监察御史，历任大都路达鲁花赤、肃政廉访使，自行中书省参知政事升为左右丞、行御史台中丞、江浙行省平章政事。至正十二年（1352年）率军镇压红巾军徐寿辉部，在安庆江州等地作战，攻克铜陵、池州，解安庆之围。。次年，乘徐宋军疲，克江州、蕲州、黄连寨，会合诸路军，攻破徐寿辉根据地蕲水，俘虏徐寿辉部下四百余人，徐寿辉仅以身免。丞相脱脱命他控扼长江。1356年六月，复守池州，十一月，他在池州军中去世。因为常骑花马，人称花马平章。

## 延伸阅读
[在维基数据编辑]
 《元史·卷144》，出自宋濂《元史》
 《新元史/卷215》，出自柯劭忞《新元史》